# Seiminlen Doungel
Seiminlen Doungel (Manipur, 3 gennaio 1994) è un calciatore indiano, centrocampista dello Jamshedpur e della nazionale indiana.

## Carriera

### Club
Ha giocato nella prima divisione indiana.

### Nazionale
Ha giocato nella nazionale indiana Under-23.
Nel 2018 ha esordito nella nazionale maggiore indiana.

## Statistiche

### Presenze e reti nei club
| Stagione          | Club              | Campionato        | Campionato | Campionato | Coppe nazionali | Coppe nazionali | Coppe nazionali | Coppe continentali | Coppe continentali | Coppe continentali | Supercoppe | Supercoppe | Supercoppe | Totale | Totale |
| Stagione          | Club              | Comp              | Pres       | Reti       | Comp            | Pres            | Reti            | Comp               | Pres               | Reti               | Comp       | Pres       | Reti       | Pres   | Reti   |
| ----------------- | ----------------- | ----------------- | ---------- | ---------- | --------------- | --------------- | --------------- | ------------------ | ------------------ | ------------------ | ---------- | ---------- | ---------- | ------ | ------ |
| 2019-2020         | Goa               | ISL               | 14+1       | 1          | SC              | -               | -               | -                  | -                  | -                  | -          | -          | -          | 15     | 1      |
| 2020-gen.2021     | Goa               | ISL               | 7          | 0          | -               | -               | -               | AFC                | -                  | -                  | -          | -          | -          | 7      | 0      |
| Totale Goa        | Totale Goa        | Totale Goa        | 22         | 1          |                 | 0               | 0               |                    | 0                  | 0                  |            | -          | -          | 22     | 1      |
| gen.-giu. 2021    | Jamshedpur        | ISL               | 8          | 1          | -               | -               | -               | -                  | -                  | -                  | -          | -          | -          | 8      | 1      |
| 2021-2022         | Jamshedpur        | ISL               | 18+1       | 2          | -               | -               | -               | -                  | -                  | -                  | DC         | 0          | 0          | 19     | 2      |
| 2022-2023         | Jamshedpur        | ISL               | 10         | 0          | SC              | 3               | 0               | QAFC               | 0                  | 0                  | DC         | -          | -          | 13     | 0      |
| 2023-2024         | Jamshedpur        | ISL               | 19         | 2          | SC              | 3               | 0               | -                  | -                  | -                  | DC         | -          | -          | 22     | 2      |
| 2024-2025         | Jamshedpur        | ISL               | 18+1       | 0          | SC              | 1               | 0               | -                  | -                  | -                  | DC         | 3          | 0          | 23     | 0      |
| Totale Jamshedpur | Totale Jamshedpur | Totale Jamshedpur | 75         | 5          |                 | 7               | 0               |                    | 0                  | 0                  |            | 3          | 0          | 85     | 5      |
| Totale Carriera   | Totale Carriera   | Totale Carriera   | 97         | 6          |                 | 7               | 0               |                    | 0                  | 0                  |            | 3          | 0          | 107    | 6      |

### Cronologia presenze e reti in nazionale
| Cronologia completa delle presenze e delle reti in nazionale ― India | Cronologia completa delle presenze e delle reti in nazionale ― India | Cronologia completa delle presenze e delle reti in nazionale ― India | Cronologia completa delle presenze e delle reti in nazionale ― India | Cronologia completa delle presenze e delle reti in nazionale ― India | Cronologia completa delle presenze e delle reti in nazionale ― India | Cronologia completa delle presenze e delle reti in nazionale ― India | Cronologia completa delle presenze e delle reti in nazionale ― India |
| Data                                                                 | Città                                                                | In casa                                                              | Risultato                                                            | Ospiti                                                               | Competizione                                                         | Reti                                                                 | Note                                                                 |
| -------------------------------------------------------------------- | -------------------------------------------------------------------- | -------------------------------------------------------------------- | -------------------------------------------------------------------- | -------------------------------------------------------------------- | -------------------------------------------------------------------- | -------------------------------------------------------------------- | -------------------------------------------------------------------- |
| 6-10-2014                                                            | Kalyani                                                              | India                                                                | 2 – 3                                                                | Palestina                                                            | Amichevole                                                           | -                                                                    | 80’                                                                  |
| 27-3-2018                                                            | Bishkek                                                              | Kirghizistan                                                         | 2 – 1                                                                | India                                                                | Qual. Coppa d'Asia 2019                                              | -                                                                    | 60’                                                                  |
| 14-11-2019                                                           | Dušanbe                                                              | Afghanistan                                                          | 1 – 1                                                                | India                                                                | Qual. Mondiali 2022                                                  | 1                                                                    | 76’                                                                  |
| Totale                                                               |                                                                      | Presenze                                                             | 3                                                                    |                                                                      | Reti                                                                 | 1                                                                    |                                                                      |

| Cronologia completa delle presenze e delle reti in nazionale ― India U23 | Cronologia completa delle presenze e delle reti in nazionale ― India U23 | Cronologia completa delle presenze e delle reti in nazionale ― India U23 | Cronologia completa delle presenze e delle reti in nazionale ― India U23 | Cronologia completa delle presenze e delle reti in nazionale ― India U23 | Cronologia completa delle presenze e delle reti in nazionale ― India U23 | Cronologia completa delle presenze e delle reti in nazionale ― India U23 | Cronologia completa delle presenze e delle reti in nazionale ― India U23 |
| Data                                                                     | Città                                                                    | In casa                                                                  | Risultato                                                                | Ospiti                                                                   | Competizione                                                             | Reti                                                                     | Note                                                                     |
| ------------------------------------------------------------------------ | ------------------------------------------------------------------------ | ------------------------------------------------------------------------ | ------------------------------------------------------------------------ | ------------------------------------------------------------------------ | ------------------------------------------------------------------------ | ------------------------------------------------------------------------ | ------------------------------------------------------------------------ |
| 15-09-2014                                                               | Hwaseong                                                                 | Emirati Arabi Uniti under 23                                             | 5 – 0                                                                    | India under 23                                                           | Giochi Asiatici 2014                                                     | -                                                                        | 71’                                                                      |
| 22-09-2014                                                               | Incheon                                                                  | India under 23                                                           | 0 – 2                                                                    | Giordania under 23                                                       | Giochi Asiatici 2014                                                     | -                                                                        |                                                                          |
| Totale                                                                   |                                                                          | Presenze                                                                 | 1                                                                        |                                                                          | Reti                                                                     | 0                                                                        |                                                                          |

## Palmarès

### Club

#### Competizioni nazionali
- ISL Shield: 2

Goa: 2019-2020
Jamshedpur: 2021-2022